# Laniakea
Laniakea je nadkupa galaxií, která zahrnuje přibližně 100 000 galaxií, včetně Mléčné dráhy, Sluneční soustavy a Země. S rozměry přibližně 520 milionů světelných let a hmotností 1017 slunečních hmotností patří mezi největší známé struktury vesmíru.

## Charakteristika
Laniakea byla definována v roce 2014 týmem astronomů vedeným Brentem Tullym z Havajské univerzity. Astronomové použili data z projektu Cosmicflows-2, který zahrnoval rychlosti a polohy více než 8 000 galaxií. Na základě těchto dat vytvořili trojrozměrný model rozložení hmoty a pohybů galaxií v této části vesmíru. Model ukázal, že většina galaxií v Laniakee směřuje k jednomu gravitačnímu centru, známému jako Velký atraktor.
Laniakea zahrnuje několik dříve definovaných nadkup:
- Kupa galaxií v Panně – zahrnuje Místní skupinu, včetně Mléčné dráhy.
- Kupa galaxií v Hydře – významná kupa galaxií v souhvězdí Hydry, známá také jako Abell 1060.
- Kupa galaxií v Kentauru – kupa galaxií v souhvězdí Kentaura.
- Kupa galaxií v Eridanu – kupa galaxií v souhvězdí Eridanu.
- Kupa galaxií v Mečounovi – kupa galaxií v souhvězdí Mečouna.

Jednotlivé kupy v této nadkupě jsou propojeny do rozsáhlého galaktického vlákna, charakteristické struktury v rámci vesmírných nadkup.

## Název
Název „Laniakea“ pochází z havajštiny a znamená „nezměrné nebe“ (lani – „nebe“, ākea – „rozlehlý“). Název navrhl Nawaʻa Napoleon, profesor havajského jazyka na Kapiolani Community College, na počest polynéského navigačního umění, které se řídilo hvězdami.

## Význam
Laniakea je významná pro porozumění velkoškálové struktuře vesmíru. Ukazuje, jak jsou galaxie uspořádány do rozsáhlých vláken a kup, které tvoří jeden z největších známých kosmických vzorců. Přestože je Laniakea impozantní strukturou, není gravitačně vázaná a vlivem temné energie se v průběhu miliard let rozptýlí.

## Lokalita
Laniakea se nachází v rámci větší struktury známé jako Nadkupa galaxií Perseus–Pisces. Mezi její sousední nadkupy patří:
- Shapleyho nadkupa
- Nadkupa galaxií Herkules
- Nadkupa galaxií Vlasy Bereniky
- Nadkupa galaxií Perseus–Pisces

Studie ukázaly, že galaxie v těchto nadkupách tvoří spojené struktury, které se rozprostírají na vzdálenosti přesahující miliardu světelných let.

## Moderní výzkum
Laniakea zůstává předmětem intenzivního zkoumání, zejména z hlediska její dynamiky, rozložení hmoty a vztahu k okolním strukturám. Výzkum tzv. Jižní pólové stěny naznačuje, že Laniakea je součástí ještě větší kosmické struktury.